# 八子知礼
八子 知礼（やこ とものり）は、日本の経営コンサルタント、実業家。広島大学 AI・データイノベーション教育研究センター特任教授。高知県IoP推進機構理事。クラウド利用促進機構運営委員。内閣府SIPスマート物流サービスプロジェクト アドバイザー。日本英語検定協会理事。株式会社INDUSTRIAL-X代表取締役社長。
ウフル チーフイノベーション・オフィサー IoTイノベーションセンター所長、アールジーン社外取締役、MCPC（モバイルコンピューティング推進コンソーシアム）、ITスキル研究フォーラム、新世代M2Mコンソーシアム、IPA次世代ITスキル検討委員会などの委員、理事などを歴任。DX推進に関するコンサルティングに注力。

## 人物
1997年松下電工（現パナソニック）入社、商品企画開発に従事。その後介護系新規ビジネス（現NAISエイジフリー）に社内移籍。その後、アーサーアンダーセン（後のベリングポイント）にシニアコンサルタントとして入社。2007年デロイトトーマツコンサルティングに入社後、2010年に執行役員パートナーに就任、2014年シスコシステムズに移籍、ビジネスコンサルティング部門の立ち上げに貢献。一貫して通信、メディア、ハイテク業界中心のビジネスコンサルタントとして活動。2016年4月よりウフルIoTイノベーションセンター所長に就任。2019年4月にINDUSTRIAL-Xを創業、代表取締役を務める。産業構造改革を民間企業の力で実現することを目指し、コンサルティングビジネスの標準化とデジタル化を推進するノウハウを提供する。
会社設立の背景には、日本の将来に対する危機感があった。日本の労働生産性は低く、平成時代に国際競争力が大きく低下。産業界の課題は山積しているが、これらをDXで解決することが使命だと発言している。2025年には同社は宇宙航空研究開発機構（JAXA）の宇宙戦略基金の技術開発課題において、実施機関に選ばれている。
2020年10月より広島大学AI・データイノベーション教育研究センターの特任教授就任。4冊の著書がある

### 幼少期から大学院時代
小学生の頃には、パソコン目当てに街の電気屋に通い詰めた。雑誌でプログラミングを学び、膨大なプログラムを組んだものの、何度やってもうまくいかない。見かねた店員のあるアドバイスで、ついにプログラムが走った。この経験が、情報工学の世界に飛び込むきっかけとなる。高校受験が近づくも、成績が伸びずにいた頃読んだ中島敦の『山月記』という短編小説に「本気を出さない人生は惨めだ」と教えられ、猛勉強をするようになる。母は、保母をやると言い始めるとパートで働き、貯めたお金で短大に行き、卒業して免許を取り、本当に保母になり、2025年現在も理事長兼園長をやっているような人物である。
大学院時代の研究テーマは「分子生物学に基づく単細胞の人工生命モデル」であった。実際の分子生物学に基づいた単細胞生物の5000世代生き残りシミュレーションを実装。どんな特徴をもった種が、絶滅せずに長い時代に渡って生き残るのかをコンピュータ上で実験するものであった。この実験の中で、90％近い個体が「ある挙動」を示すパターンの個体に収束する事実に気付く。その個体とは「餌の濃度に応じて敏感に速度と進行方向を変える個体」であった。すなわち実際の生命界で生き残るときに強いとされる行動パターンと類似したもので、ダーウィンの進化論の「この世に生き残る生き物は、最も力の強いものではない。最も頭のいいものでもない。それは、変化に対応できる生き物だ」の考えを実感。八子の現在のビジネス活動の原点には、この体験があるという。

### 新型コロナ禍以降
八子は2019年末からの新型コロナ禍の到来が従来のビジネスモデルと企業に変化をもたらし、変化に対応できなければ消滅するといった危機感が、日本企業の間にDX本来の意味を浸透させ始めたと考えている。2025年1月の週刊BCNのインタビューで「変えていける、変われる人でなければ成長できないと思うが、変われる人とそうでない人の違いは何か？」との質問に答え、「変わることを前提にしているかどうか、でしょうか。変わらないことを前提にしている人は、何かを変える際になぜかを疑問に思ったり、抵抗を示したりする。環境が変わってきているから当たり前だとは考えない。日本の社会は基本的に変わらない前提で物事がセットされている。米国は逆。どんどん変わることが前提です。企業のDXなんかはいい例だ」と答えている。

### DX
八子はデジタルトランスフォーメーションの定義を、デジタル技術をビジネス全体にわたって活用することにより、ビジネスやライフスタイルなどをこれまでとは異なる新しいモデルに変革すること。また、DXで目指すのは「デジタルツインによる予測可能な新しい姿」であると語っている。さらに、日本の将来の人口減少を見据え、20％の生産性向上を目指すべきだが、企業の健全な管理体制の構築などによる持続可能な発展を目指すESG経営を見据え、事業活動について科学的根拠や情報の開示が求められるようになるが、科学的根拠とは「計算」であるとし、様々な領域に対してデータの開示が重要となり、事業環境のデジタル化の過程においてDXの必然性は増していく中、その一つの典型がデジタル・ツインであるとし様々な企業の成功例などを紹介している。

## 略歴
- 2014年 - 4月、クラウド利用促進機構 運営委員。
- 2016年4月 - 日刊工業新聞「ニュースイッチ」ファシリテーター。
- 2017年
  - 4月、高知県土佐MBA（まるごとビジネスアカデミー）講師に就任。
  - 9月、NewsPicks PROピッカー。
- 2018年 - 4月、広島県産業振興アドバイザー就任。
- 2019年
  - 1月、ビジネスブレークスルー講師に就任。
  - 4月、高知農業IoPプロジェクト スーパーバイザーに就任。
  - 5月、株式会社CDIソリューションズ顧問就任。
  - 9月、プロパティエージェント株式会社 デジタル新事業アドバイザー、NewsPicksアカデミア「IoTビジネス大全」プロフェッサー に就任。 	–
  - 10月、パーソル・イノベーション株式会社アドバイザーに就任。
  - 11月、株式会社INDUSTRIAL-X SECURITY設立。代表取締役社長就任。
- 2020年
  - 2月、一般社団法人日本デジタルトランスフォーメーション推進協会アドバイザー就任。
  - 3月、株式会社ジョイゾーアドバイザー就任。
  - 4月、高知県IoP推進機構理事就任。
  - 10月 	広島大学 AI・データイノベーション教育研究センター特任教授就任。
- 2023年
  - 6月23日、日本DX大賞2023にて審査員を務める[21]。
  - 7月13日、広島大学、第21回　先輩交流アワーにて講演[22]。
  - 7月28日、中四国エリアのDXの活性を目的にしたビジネスカンファレンス「中四国DXサミット2023」―中四国エリアから日本の産業が変わる―を開催[23]。
  - 11月28日、NICO設立20周年「交流と感謝の集い」にて講演[24]。
  - 12月5日、現場を変えるDX戦略カミナシ現場DX FORUM 2023[25]。
- 2024年
  - 10月11日、BellaDay IGNITION 2024（主催：BellaDati）基調講演「デジタルで創る未来のものづくり」にて講演[26]。
  - 10月23日、周南公立大学「地方創生とDX」科目、「デジタルで地方を元気にする 〜DXで推進する地方創生と地場の自主性〜」にて講演[27]
  - 11月5日、株式会社CCイノベーション、一般財団法人 北國総合研究所と共に、金沢エリアのDXによる活性化を目的にしたビジネスカンファレンス「金沢DXサミット2024」を開催し登壇。基調講演を行う[28][29][30]。
  - 12月10日、「Conference X 2024」にて講演[31]。
- 2025年
  - 3月6日、ビジネスエンジニアリング（B-EN-G）主催の年次イベント「BE:YOND 2025」に、三菱重工業デジタルイノベーション本部長田崎陽一、ビジネスエンジニアリング代表取締役社長羽田雅一とともに登壇[32]。

## 著書
- 『図解クラウド早わかり』（中経出版）ISBN 4806135917
- 『モバイルクラウド』（中経出版）ISBN 480614553X
- 『IoTの基本・仕組み・重要事項が全部わかる教科書』（共著、SBクリエイティブ） ISBN 4797392436
- 『現場の活用事例でわかる IoTシステム開発テクニック』（共著、日経BP社） ISBN 4296100629
- 『DX CX SX』 （2022年3月28日 クロスメディア・パブリッシング）  ISBN 9784295406228

## メディア
- 日本の製造業のホントの実力とは? - Saizo Trend
- なぜマツダは世界で評価される？他社が簡単に真似できない“世界水準のある強み”とは - Saizo Trend
- これからの SIer ビジネスの課題とは？ ～未来を描くサバイブ戦略～｜SEカレッジ ウェビナーレポート - SEplus
- 企業変革とDXを促すESG経営の核心に迫る。日本の製造業の現在と未来/前編 - Koto Online
- 企業変革とDXを促すESG経営の核心に迫る。日本の製造業の現在と未来/後編 - Koto Online
- 国内製造業の再生を狙うINDUSTRIAL-Xが推進する［ESG×DX］時代の戦い方 - Koto Online
- 『 INDUSTRIAL―X』八子知礼が目指す「伴走型デジタル商社」 - 財界ONLINE
- INDUSTRIAL-X CEO・八子知礼【夢遺産～リーダーの夢の先～・＃363】 - テレビ東京
- グッドパッチの取り組み事例から紐解く「人材開発」と「組織変革」｜DX Action Summit 2023 講演②イベントレポート - HRnote
- 旭鉄工、THK、ツバメックスの「新規ビジネス成功の秘訣」シリーズ「なぜCXが進まない？ ものづくりDXを阻む企業に巣くう根深い問題」（12） - JIR
- ものづくりDXを阻む企業に巣くう根深い問題」（11）  - JIR
- これからの SIer ビジネスの課題とは？ ～未来を描くサバイブ戦略～｜SEカレッジ ウェビナーレポート - SE plus Learning Topics 編集部
- 【セカイ経済】クラウドネイティブ時代のビジネス戦略！国際競争力を高める秘策【Sponsored】2025.04.08
- 「“現場”のIT需要」がAIで急増、八子知礼氏とHPEが語るエッジコンピューティングビジネスの勝ち筋 2025/04/07